# Emile Béaruné
Emile Béaruné (ur. 7 lutego 1990 w Numei) – piłkarz nowokaledoński grający na pozycji obrońcy. Jest wychowankiem klubu FCN Gaïtcha.

## Kariera klubowa
Karierę piłkarską Béaruné rozpoczął w klubie FCN Gaïtcha. W 2010 roku zadebiutował w nim w pierwszej lidze nowokaledońskiej.

## Kariera reprezentacyjna
W reprezentacji Nowej Kaledonii Béaruné zadebiutował w 2010 roku. W 2012 roku wystąpił w Pucharze Narodów Oceanii 2012. Z Nową Kaledonią zajął drugie miejsce i był na tym turnieju podstawowym zawodnikiem swojej reprezentacji.